# Фіделіті (Міссурі)
Фіделіті (англ. Fidelity) — селище (англ. village) в США, в окрузі Джеспер штату Міссурі. Населення — 227 осіб (2020).

## Географія
Фіделіті розташоване за координатами 37°4′54″ пн. ш. 94°18′34″ зх. д. / 37.08167° пн. ш. 94.30944° зх. д. (37.081720, -94.309564).  За даними Бюро перепису населення США в 2010 році селище мало площу 2,50 км², уся площа — суходіл.

## Демографія
Згідно з переписом 2010 року, у місті мешкало 257 осіб у 109 домогосподарствах у складі 62 родин. Густота населення становила 103 особи/км².  Було 117 помешкань (47/км²).
Расовий склад населення:
| - 96,9 % — білих - 1,6 % — корінних американців - 0,4 % — чорних або афроамериканців |

До двох чи більше рас належало 1,2 %. Частка іспаномовних становила 1,6 % від усіх жителів.
За віковим діапазоном населення розподілялося таким чином: 21,8 % — особи молодші 18 років, 59,9 % — особи у віці 18—64 років, 18,3 % — особи у віці 65 років та старші. Медіана віку мешканця становила 41,6 року. На 100 осіб жіночої статі у місті припадало 108,9 чоловіків;  на 100 жінок у віці від 18 років та старших — 107,2 чоловіків також старших 18 років.
Середній дохід на одне домашнє господарство  становив 42 724 долари США (медіана — 32 344), а середній дохід на одну сім'ю — 54 738 доларів (медіана — 49 375). За межею бідності перебувало 21,4 % осіб, у тому числі 16,7 % дітей у віці до 18 років та 6,5 % осіб у віці 65 років та старших.
Цивільне працевлаштоване населення становило 95 осіб. Основні галузі зайнятості: виробництво — 23,2 %, освіта, охорона здоров'я та соціальна допомога — 18,9 %, роздрібна торгівля — 12,6 %, науковці, спеціалісти, менеджери — 9,5 %.